# Cervona Voloka, Luhînî
Cervona Voloka (în ucraineană Червона Волока) este localitatea de reședință a comunei Cervona Voloka din raionul Luhînî, regiunea Jîtomîr, Ucraina.

## Demografie
Componența lingvistică a localității Cervona Voloka
     Ucraineană (99,08%)
     Alte limbi (0,66%)
Conform recensământului din 2001, majoritatea populației localității Cervona Voloka era vorbitoare de ucraineană (99,08%), existând în minoritate și vorbitori de alte limbi.